# La plaga
Pour plus de détails, voir Fiche technique et Distribution.
La plaga est un film espagnol réalisé par Neus Ballús, sorti en 2013.

## Synopsis
Raül, un fermier qui se lance dans l'agriculture biologique, embauche Iure, un lutteur moldave pour l'aider à travailler dans les champs.

## Fiche technique
- Titre : La plaga
- Réalisation : Neus Ballús
- Scénario : Neus Ballús et Pau Subirós
- Musique : David Crespo
- Photographie : Diego Dussuel
- Montage : Neus Ballús et Domi Parra
- Production : Pau Subirós
- Société de production : El Kinògraf, Televisió de Catalunya et Arte
- Pays :  Espagne,  France et  Allemagne
- Genre : drame
- Durée : 82 minutes
- Dates de sortie : 
  -  Espagne : 6 septembre 2013

## Distribution
- Raül Molist : Raül
- Maria Ros : Maria
- Rosemarie Abella : Rosemarie
- Iurie Timbur : Iurie
- Maribel Martí : Maribel
- Isidre Molist : le père de Raül
- Agustina Sanz : la mère de Raül
- Arnau Molist : le fils de Raül
- Laia Molist : la fille Raül
- Maria Molist : la fille Raül

## Distinctions
Le film a été nommé au prix Goya du meilleur nouveau réalisateur.